# Artemidor von Ephesos

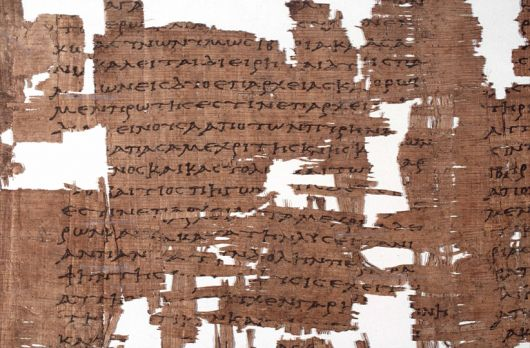
Papyrus des Artemidor von Ephesos aus dem Museo Egizio in Turin (ca. 25 vor Chr. bis ca. 50 nach Chr., als mögliche moderne Fälschung in der Diskussion)

Artemidor von Ephesos (griechisch Ἀρτεμίδωρος Artemídōros, lateinisch Artemidorus; * in Ephesos) war ein griechischer Politiker und Geograph des späten Hellenismus, der um die Wende vom 2. zum 1. Jahrhundert v. Chr. wirkte. Er gilt noch vor dem in augusteischer Zeit schreibenden Isidoros von Charax als der bedeutendste Fachgeograph der Antike.

## Leben
Artemidor entstammte der Oberschicht der kleinasiatischen Polis Ephesos; sein beruflicher Lebensweg führte ihn in die Politik. In der Eigenschaft eines Gesandten seiner Heimatstadt besuchte er unter anderem Rom. Das römische Reich wurde zu dieser Zeit im östlichen Mittelmeerraum immer einflussreicher, und so war nach 133 v. Chr. auch Ephesos zusammen mit dem Pergamenischen Reich durch das Testament des letzten Königs, Attalos III., an die Römer gefallen und gehörte fortan zur Provinz Asia. In Rom war es Artemidors Aufgabe, für die Stadtkasse von Ephesos den nahegelegenen Selenusischen See mit einem Nebensee zurückzugewinnen. Bereits unter den Attaliden von Pergamon waren der Stadt durch den Entzug dieser Gewässer große Geldsummen entgangen; im Zuge der römischen Machtübernahme fielen die Seen zwar an die Stadt zurück, doch mächtige römische Steuerpächter hatten das Gebiet anschließend gewaltsam unter ihre Kontrolle gebracht. Die Verhandlungen in Rom gestalteten sich erfolgreich, und Ephesos erhielt die Gewässer zurück. Während einer anderen Gesandtschaft konnte Artemidor in einem Prozess den Standpunkt von Ephesos gegenüber dem sich selbständig machenden Gebiet von Herakleia durchsetzen, wofür er in seiner Heimatpolis gebührend geehrt wurde.
In Form von ausgedehnten Reisen lernte Artemidor viele Anrainerländer des Mittelmeers kennen. Auf Grundlage dieses Periplus verfasste er möglicherweise um 100 v. Chr. eine Darstellung Ioniens (Ionika hypomnemata) sowie sein Hauptwerk, die Geographoumena, eine Beschreibung der damals bekannten Welt in elf Büchern. Die Geographoumena beruhten nicht ausschließlich auf der Verarbeitung älterer Literatur und der Autorität kanonisierter Autoren, sondern zu einem beträchtlichen Teil auf Autopsie, lassen sich demnach methodologisch dem antiken Empirismus in der Tradition des Aristoteles zuordnen. Sie standen aber nicht in der Tradition der wissenschaftlichen Länderkunde des Eratosthenes (276/273 – um 194 v. Chr.), sondern orientierten sich an der von Polybios (um 200 – um 120 v. Chr.) begründeten pragmatischen Tradition, die dieser im zweiten Teil seines Hauptwerks Historíai darlegt. Wissenschaft sollte danach kein Selbstzweck sein, sondern – möglichst ausgehend von eigenem Erleben und Augenschein des Verfassers – als Handlungsorientierung praktischen Zwecken dienen. Wahrscheinlich war auch das vollständig verlorene historische Werk des Artemidor in dieser Tradition verfasst.

## Werk

### Überlieferung
Artemidors Schrifttum ist vor allem durch Zitate in den Werken anderer antiker Autoren bekannt. Ansonsten hätte die Forschung kaum Fassbares zu diesem Gelehrten besessen. Denn bis zur Entdeckung eines sekundär verwendeten Papyrus im ausgehenden 20. Jahrhundert, der heute im Museo Egizio von Turin liegt, dessen Echtheit allerdings auch zwölf Jahre nach der Editio princeps (Erstedition) durch die beiden Papyrologen Claudio Gallazzi und Bärbel Kramer sowie den Archäologen Salvatore Settis noch immer Gegenstand intensiv geführter Diskussion ist, war keine Abschrift eines seiner Werke erhalten geblieben. So stützte sich die neuzeitliche Geschichtsschreibung bei der Analyse der Arbeiten Artemidors hauptsächlich auf den in augusteischer Zeit schreibenden Strabon (* um 63 v. Chr. – nach 23 n. Chr.), dessen geographisches Werk weitgehend erhalten blieb. In diesem finden sich unter allen Schriften, die den Bücherverlust in der Spätantike überdauerten, die meisten Zitate seines älteren Kollegen. Auch spätere Autoren hatten eine Vorliebe für Artemidor. Unter anderem bringen die geographischen Schriften des älteren Plinius (um 23 – 79 n. Chr.) 17 Auszüge in lateinischer Sprache. Dem spätantiken Epitomator Markian von Herakleia lagen Artemidors Schriften vor. Er nennt dessen Periplus noch nach 500 Jahren als den klarsten und genauesten des Mittelmeers. In der Einleitung zu seinen Epitomen erwähnt Markian, dass Artemidor neben den geographischen Beschreibungen auch ausführliche ethnographische Exkurse einlegte. Da er diese Ausführungen als überflüssiges Beiwerk ansah, ließ sie Markian in seiner Zusammenfassung weg. Damit gingen auch diese Abschnitte der Geographoumena verloren. Eine weitere wichtige Quelle sind die fragmentarisch erhalten gebliebenen Auszüge des durch Stephanos von Byzanz wohl im frühen 6. Jahrhundert n. Chr. verfassten Lexikons Ethnika.

### Beschreibung
Artemidor begann seine Darstellungen bei den Landesgrenzen, den räumlichen Ausdehnungen und der topographischen Situation. Dazu nannte er die Namen der Flüsse, Seen und Berge. Besonderen Wert legte er auf eine sehr genaue Beschreibung der Küstenverläufe, mit den Häfen, Kaps, Meeresbusen, Halbinseln und Inseln, die er bei seinen Reisen persönlich in Augenschein nehmen konnte. Er lokalisierte die Städte und nannte die Distanzen zu anderen wichtigen Orten. Zu den Beschreibungen der Städte mit ihren bedeutenden Gebäuden gehörte auch ein Abriss aus der jeweiligen Ortsgeschichte, die manchmal auf einen mythischen Gründer zurückgeführt wurde. Neben ethnographischen Angaben hatte Artemidor seinem Werk auch klimatologische Informationen beigefügt.

### Artemidors Quellen
Zwar konnte Artemidor auf seinen Forschungsreisen viele Örtlichkeiten aus eigener Anschauung kennenlernen, doch musste auch er sich ergänzend auch auf andere Autoren stützen, die jene Bereiche abdeckten, zu denen er persönlich keinen näheren Zugang hatte. Daher finden sich bei ihm geographische Zitate von Eratosthenes, Aristagoras von Milet (zu Ägypten), Agatharchides von Knidos (über Asien und das Rote Meer) und von Pytheas von Massilia. Letzteren bezeichnen Artemidor wie später Strabon jedoch als unglaubwürdig. Von den Geschichtsschreibern werden offenbar die Autoren Ephoros von Kyme, Timaios von Tauromenion, Polybios, Ktesias von Knidos und Silenos von Kaleakte bevorzugt, während unter den Dichterzitaten häufig Homer zu lesen ist. Seine besondere Wertschätzung durch spätere Autoren hat Artemidor aufgrund seiner quellenkritischen Aufarbeitung der verarbeiteten Zitate erfahren.

### Gliederung derGeographoumena
Die Geographoumena lassen sich wie folgt rekonstruieren:
- Buch 1: Prolegomena. (Einführung)
- Buch 2: Spanien
- Buch 3: Gallien
- Buch 4: Italien
- Buch 5: Südgriechenland
- Buch 6: Nordgriechenland, Epiros, Makedonien, Thessalien und Thrakien. Das Buch endet mit einer Beschreibung Europas.
- Buch 7: Die Küsten Afrikas
- Buch 8: Ägypten, Äthiopien, Arabien
- Buch 9: Indien, Parthien, Phönizien, Südkleinasien
- Buch 10: Pisidien, Lykien, Karien, Rhodos, Ionien und Äolien
- Buch 11: Eine genaue Zuordnung von Zitaten ist für Buch 11 nicht möglich. Einige Fragmente zu Karien, Bithynien, Mysien, den Inseln vor Westkleinasien, Kappadokien, Pontos, Kolchis, dem skytischen Asien bis zu den Grenzen Europas am Fluss Tanaïs (Don) könnten sowohl Buch 10 oder 11 zugerechnet werden.

## Der Artemidor-Papyrus

### Beschreibung
Nach Ansicht der Herausgeber, die den bereits erwähnten Papyrus für echt hielten, tragen die Fragmente deutliche Spuren aus drei verschiedenen Nutzungsphasen, die wahrscheinlich auf verschiedene Bearbeiter zurückgingen. Möglicherweise hätten diese drei Nutzungsperioden zeitlich nicht weit auseinandergelegen, da der Papyrus mit anderen Rollen spätestens um 100 n. Chr. als Makulatur von Alexandria aus nilaufwärts in ein Bestattungsinstitut verschifft worden sei. Dort seien die nicht mehr benötigten Schriftstücke zu Mumienkartonage für die Herstellung von Mumiensärgen verarbeitet worden. Die Datierung eines Teils der auf das Verso gezeichneten Tiere aus der letzten Nutzungsphase lasse einen terminus post quem für 20 v. Chr. möglich erscheinen. Die Buchstabenformen auf dem Recto entsprachen nach einer Analyse durch den Papyrologen Fabian Reiter von der Papyrussammlung im Neuen Museum Berlin einem Vergleichsstück aus der Kanzlei der Königin Kleopatra VII. (69–30 v. Chr.), das sich in das Jahr 33 v. Chr. datieren lässt.
Während der ersten Nutzungsphase sei ein Schreiber in Alexandrien damit beschäftigt gewesen, auf dem Recto der Papyrusrolle das zweite Buch der Geographoumena von einer Vorlage zu kopieren. Zeitgleich sei von Hand eines anderen Schreibers eine Landkarte entstanden, die das Werk illustrieren sollte. Beide Arbeiten seien aus einem unbekannten Grund abgebrochen worden. Zu einem etwas späteren Zeitpunkt habe ein Zeichner oder eine Zeichenwerkstatt die unbenutzte Rückseite für Studien benutzt.
Insgesamt konnten 41 Zeichnungen festgestellt werden, die reale und mythische Tiere darstellen. Einige wurden durch eine knappe Beischrift benannt. Die Darstellungen stammen aus der Hand einer einzigen Person. Ebenfalls nur wenig später seien gleichfalls auf dem Recto Nachzeichnungen oder Zeichenstudien von Köpfen, Händen und Füßen zu Werken der Bildhauerei entstanden.
Sollte es sich als Ergebnis der wissenschaftlichen Diskussion am Ende herausstellen, dass es sich, wie einige der Beteiligten annehmen, bei dem Papyrus um eine Fälschung aus dem 19. Jahrhundert handelt, wären all diese Rekonstruktionen hinfällig.

### Geschichte des Papyrus
Das ursprüngliche Konvolut wurde erstmals Anfang des 20. Jahrhunderts in einem ägyptischen Museum entdeckt. Eine genaue Herkunftsangabe ließ sich nicht mehr feststellen. Das zu einem Papyrusklumpen verklebte Bündel gelangte in die umfangreiche Privatsammlung des Sayed Bey Khashaba aus Assiut und wurde in der Folge nach Europa verkauft. 1971 erwarb sie der in Hamburg lebende Antikenhändler Serop Simonian. Simonian veranlasste 1980, das Konvolut in Stuttgart öffnen zu lassen und die freigelegten Papyri zu restaurieren. Es zeigte sich, dass die Rolle des Artemidor-Papyrus 32,5 Zentimeter hoch und noch 2,50 Meter lang war, wobei in der Mitte des Fragments eine Lücke auftrat. Vor der Öffnung des Konvoluts entstand das einzige bekannte Foto, das den damaligen, ursprünglichen Zustand zeigte. 1998 identifizierten die späteren Bearbeiter der Monographie den Text. Neben den Resten eines Artemidor-Textes enthielt das Bündel Dokumente, die aus den Regierungszeiten der römischen Kaiser Vespasian (69–79 n. Chr.) und Domitian (81–96 n. Chr.) stammten. Der Artemidor-Papyrus selbst bestand aus einem geographischen griechischen Text mit einer in diesen Text eingeschobenen, unvollendeten Landkartenskizze sowie Tier- und Menschenzeichnungen. Für 2,75 Millionen Euro wurden die Fragmente 2004 von der italienischen „Fondazione per l’Arte della Compagnia di San Paolo“ in Turin erworben. Die Kartenskizze galt als die bisher einzige bekannte authentisch überlieferte Kartendarstellung der Antike und stellte offenbar einen Teil der iberischen Halbinsel dar. Text und Karte wurden von den Herausgebern als Fragment der Einleitung zum zweiten Buch der Geographoumena, die Spanien beinhaltet, identifiziert. 1998 legten die Papyrologen Claudio Gallazzi (Universität Mailand) und Bärbel Kramer (Universität Trier) eine erste, provisorische Publikation vor.

### Die Debatte um Echtheitsfragen
Im Frühjahr 2006 fand in Turin eine erste Ausstellung des Fundes statt, doch ließ eine erstmals vollständige Veröffentlichung noch bis 2008 auf sich warten. Hier wurden unter anderem auch die naturwissenschaftlichen Datierungsmethoden und chemischen Analysen der Tinten dargelegt. Für diese Veröffentlichung zeichneten der Archäologe und Kunsthistoriker Salvatore Settis sowie der Klassische Philologe Claudio Gallazzi und die Papyrologin Bärbel Kramer verantwortlich. Kurz darauf erlangte der Papyrus eine sonst nicht übliche internationale Bekanntheit, da der Klassische Philologe Luciano Canfora in ihm ein Produkt des notorischen griechischen Fälschers Konstantinos Simonides (ca. 1820–1890) erblickte. Canfora hatte den Papyrus allerdings nicht selbst in Augenschein genommen, sondern argumentierte lediglich anhand des Textes, der seines Erachtens Auffälligkeiten aufwies, die dagegen sprächen, dass er tatsächlich in der Antike verfasst worden sein könne. Seine Hypothese stieß zunächst ebenso auf Zustimmung wie auf Ablehnung. Zu unterscheiden von der Fälschungsthese sind die Zweifel an der Autorschaft Artemidors. Die Position, dass der Papyrus des Artemidor keineswegs als Stück des echten artemidoreischen Werkes gelten könne, wurde seit 2008 von mehreren Gelehrten vertreten, darunter ausgewiesene Papyrologen wie Dominic Rathbone und Peter van Minnen, die zumindest erhebliche Zweifel hinsichtlich der Frage der Autorschaft äußerten, aber nicht den antiken Ursprung des Papyrus infrage stellten.

#### Zweifel an der Zuschreibung an Artemidor
Zweifel an der Zuschreibung – wenigstens von Teilen – der Texte an Artemidor äußerten beispielsweise:
1. Germaine Aujac: «Que ce papyrus ne soit pas un authentique fragment de la Géographie d’Artémidore ne semble pas pouvoir être véritablement contesté.»[13]
2. Peter Van Minnen: «Is the weird text of cols. 1–3 really Artemidorus’? I have my doubts.»[14]
3. Didier Marcotte: «...; si les col. IV-V, à leur tour, ne peuvent être qu’un résumé du livre II d’Artémidore, on est moins fondé à vouloir prêter à cet auteur le contenu des col. I-III...»[15]
4. Dominic Rathbone: «There is now wide agreement that the content of coll. I-II (apparently continued by col. III), a disquisition on the importance and difficulty of geographical studies, is so bizarre that it cannot be Artemidorus.»[16]
5. Zweifel hinsichtlich der Autorschaft Artemidors machen sich auch an der angeblich unklaren und anachronistischen Karte fest.[17]

#### Zweifel an der Echtheit des Papyrus
Im Rahmen einer Schriftanalyse hat Nigel Wilson den Papyrus 2009 als „fake“ (gefälscht) bezeichnet. In demselben Jahre hat Richard Janko Argumente für Simonidis als Verfasser gesammelt. Er gelangte zu dem Schluss, dass die drei vermeintlich von verschiedenen Autoren verfassten Abschnitte des Werkes in Wahrheit von ein und demselben Schreiber stammten. Ziel von Simonides sei es gewesen, durch die Fälschung die Überlegenheit antiken griechischen Wissens über neuzeitliche westeuropäische Gelehrte zu erweisen. Janko argumentierte, der Text des Papyrus entspreche im Wesentlichen der Einleitung zu Carl Ritters Erdkunde von 1818 und sei kompetent, aber eben doch unvollkommen vom Deutschen ins Altgriechische übertragen worden.
Auch James Keith Elliott hält eine Fälschung für möglich: «Forgery it may well be».
Zur angeblichen Manipulation des Fotos des sogenannten «Konvoluts» vgl. Fotografia e falsificazione. Scuola Superiore di Studi Storici, Aiep editore, San Marino 2011; und auch Alberto Cottignoli: Il Papiro di Artemidoro: un clamoroso falso.

#### Ermittlungen der Staatsanwaltschaft (Dezember 2018)
Am 10. Dezember 2018 wurde in der italienischen Tagespresse ein Gutachten der Staatsanwaltschaft publik gemacht, das zu dem Ergebnis gelangte, dass es sich bei dem Papyrus in der Tat um eine Fälschung handle, was aber für die weiterhin anhaltende wissenschaftliche Diskussion ohne jeden Belang ist. Das Verfahren begann nach einer Beschwerde von Canfora. In Wirklichkeit hat die Staatsanwaltschaft beschlossen, die Anklage gegen den Antiquar, der den Papyrus im Jahr 2004 verkauft hatte, ohne Einholung eines wissenschaftlichen Gutachtens abzuweisen: «Es ist sinnlos, eine Beratung in Anspruch zu nehmen, zumal die Kosten hierfür angesichts der Verjährungsfristen nicht gerechtfertigt sein könnten».

#### Pro Echtheit
Die Vielzahl der im Zuge der Veröffentlichung erkannten Einzelheiten zeigten nach Ansicht der Vertreter einer Echtheit des Papyrus, dass hier ein Wissen vorausgesetzt werden müsse, das einem Fälscher bis 2008 unmöglich zur Verfügung stehen konnte. Zur vollständigen Veröffentlichung fand 2008 eine Ausstellung des Ägyptischen Museums und der Papyrussammlung im Alten Museum in Berlin statt, die unter dem Titel „Anatomie der Welt – Wissenschaft und Kunst auf dem Artemidor-Papyrus“ stand. Anschließend war der Papyrus im Staatlichen Museum Ägyptischer Kunst in München zu sehen.
Man argumentierte, an der Zeitstellung des Papyrus selbst lasse sich unter anderem anhand der Radiokarbondatierung nicht mehr rütteln. Auch stelle sich die Frage, wozu der von Canfora angeführte Fälscher des 19. Jahrhunderts echte römische Dokumente, die Kaisertitulatur aufweisen, mit seinem Falsifikat zu einem Gemenge hätte verkleben sollen. Da eine solche Fälschung wenig Sinn zu ergeben schien, richteten nun einige Anhänger Canforas ihre Argumente auf das bisher weniger beachtete ursprüngliche Konvolut. So trat im April 2009 auf einem von Canfora mitorganisierten Kolloquium der italienische Polizeibeamte Silio Bozzi auf und behauptete, das Foto des Konvoluts sei eine digitale Fälschung und der dort ansatzweise sichtbare Artemidor-Text sei digital hineinprojiziert worden. Diesem Vorwurf trat Hans D. Baumann, ein Experte für digitale Bildbearbeitung, während einer Präsentation 2010 an der Universität zu Köln entgegen. Zu diesem Vortrag hielt der Klassische Philologe und Papyrologe Jürgen Hammerstaedt die einleitende Rede. Auch er nahm an, er habe bei seiner Überprüfung des Papyrus alle Behauptungen Canforas entkräften können.
2009 veröffentlichte Giambattista D’Alessio, ein am King’s College London tätiger Gräzist, einen Aufsatz. Auch er hielt Canforas Fälschungsvorwurf für unhaltbar, da Simonides niemals das entsprechende Wissen besessen haben könne, das erst seit der Öffnung des Konvoluts erarbeitet worden sei. Neben der seines Erachtens wissenschaftlich nachweisbaren Authentizität des Papyrus reichten die nachgewiesenen Simonides-Fälschungen im Unterschied zu diesem im Licht der modernen Forschung auch nicht an die Originale heran. Die Kritik D’Alessios richtete sich hauptsächlich auf die innere textliche Rekonstruktion, die 2008 vorgelegt worden war. So sieht er in den erhaltenen Texten auf der Rolle Auszüge aus verschiedenen Werken unterschiedlicher Autoren, wobei nur der Beginn von Artemidor stammen soll. Eine klare Antwort, welche Intention der ursprüngliche Redaktor dieses Papyrus verfolgt habe, konnte er jedoch nicht geben. Wenn auch manche Einzelfragen hinsichtlich der Verfasserschaft und der Text-Bild-Relation noch keine allseits befriedigende Beantwortung gefunden haben, so sind sich die papyrologischen Fachleute jedenfalls darin einig, dass der Papyrus als materiales Artefakt einschließlich seiner Beschriftung und Bildausstattung keinesfalls eine Fälschung sein kann, sondern es sich um eine aus der Antike stammende Originalhandschrift handelt, die in Zweitverwendung mit Studien menschlicher Köpfe und Gliedmaßen auf dem Recto und Tierzeichnungen auf dem Verso mit jeweils möglichem, jedoch nicht eindeutig zu bestimmendem Textbezug versehen wurde. Eine auf dem Recto befindliche Landkarte geht nach der Rekonstruktion von Gian Battista D’Alessio den Texten auf dem Recto voraus, steht jedoch in keinem Bezug zu einem von ihnen.